# Tref-y-clawdd

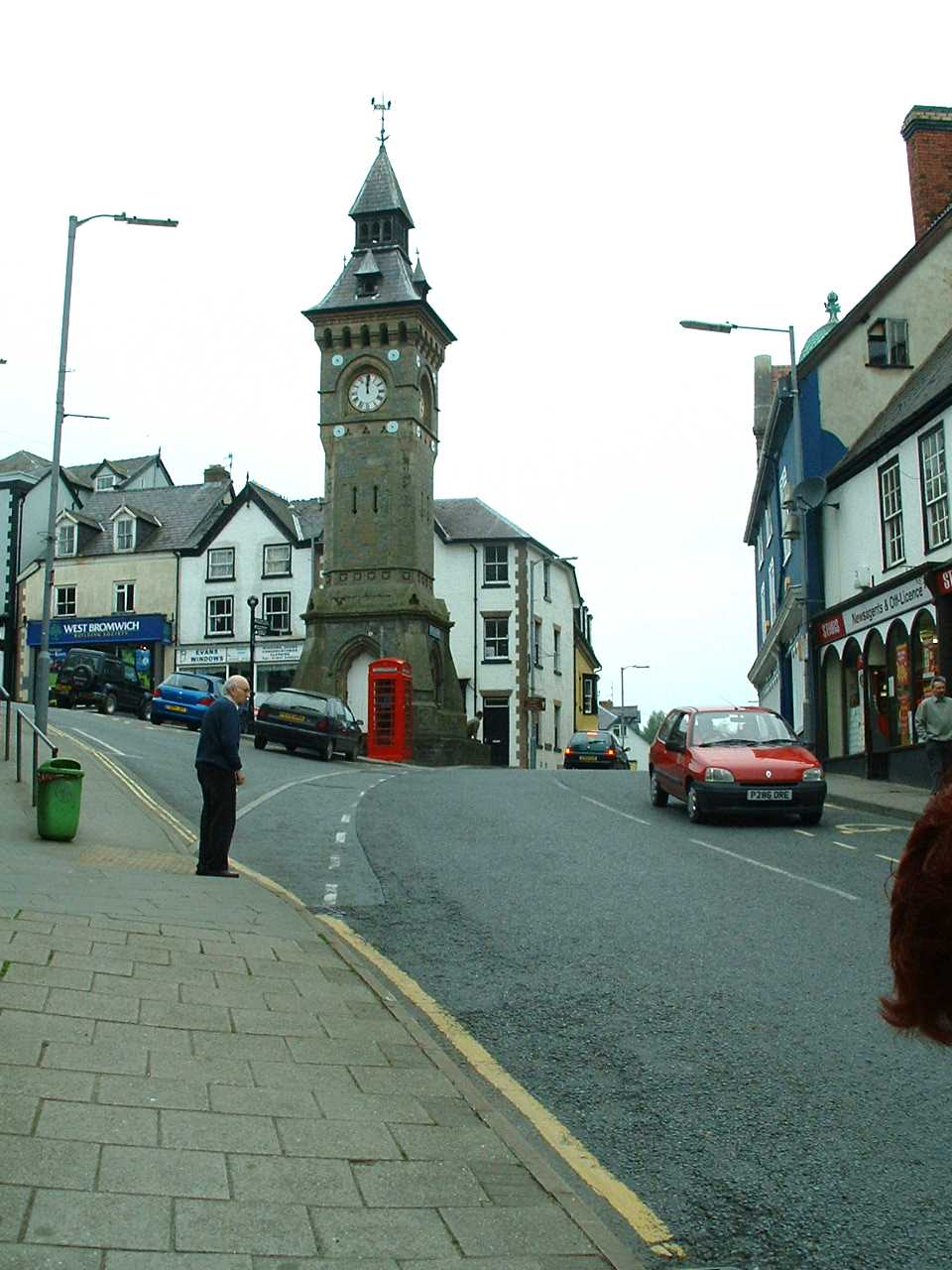
Torre de rellotge al centre de Tref-y-clawdd.

Tref-y-clawdd (anglès: Knighton), també anomenada Trefyclo, és una vila situada principalment a l'est del comtat gal·lès de Powys, al costat del riu Teme. Un tros de la vila, fins i tot la seva estació de ferrocarril, està a l'altre costat del riu, al comtat anglès de Shropshire. Segons el cens de 2001, la població de la parròquia de Tref-y-clawdd era de 3.043 persones, la sisena més gran de Powys.
Knighton significa Terra o Vila del Cavaller en l'idioma anglès vell. El nom gal·lès, Tref-y-clawdd, registrat oficialment per la primera vegada el 1971, es tradueix com a Vila en el Dic, una referència a l'Offa's Dyke que està a prop.
Des de l'agost de 2009, Tref-y-clawdd està agermanada amb Varades, una localitat en el departament francès de Loira Atlàntic a la regió dels Països del Loira.